# Jerònim (poeta)
Jerònim (en llatí Hieronimus, en grec antic Ἱερώνυμος) fou un poeta grec autor d'una obra sobre poetes de la qual el cinquè llibre Περὶ κιθαρῳδῶν és mencionat per Ateneu de Naucratis, que també esmenta una altra obra de nom Περὶ τῶν τραγῳδοποιῶν, de la que en queden fragments. També el menciona Suides. Podria ser l'autor d'un comentari sobre l'obra Ἀσπὶς Ἡρακλέους (Escut d'Hèracles) d'Hesíode. Smith diu que era la mateixa persona que Jerònim de Rodes.